# Paolo Valore
Paolo Valore (Milano, 10 giugno 1972) è un filosofo italiano che si occupa di metafisica, di ontologia generale e delle implicazioni ontologiche delle teorie formali. Si è interessato anche dei progetti di linguaggi artificiali e di lingue ausiliarie.

## Studi e ricerche
Laureatosi in Filosofia nel 1997 all'Università degli Studi di Milano, nel 2000 vi ha conseguito il dottorato di ricerca con uno studio su Riferimento, rappresentazione e realtà in Hilary Putnam. Dopo un anno di perfezionamento al King’s College di Londra, dal 2002 diventa ricercatore presso il Dipartimento di Filosofia della Statale di Milano, dove ha insegnato Storia della filosofia contemporanea. La sua prima produzione è stata dedicata principalmente a studi sulla filosofia dell'Ottocento e del Novecento e alla riabilitazione di una prospettiva neotrascendentalista soprattutto in metafisica. Ha partecipato al gruppo fondatore della rivista Problemata. Quaderni di Filosofia, di cui è stato caporedattore.
A partire dal 2004, quando la Facoltà di Ingegneria industriale del Politecnico di Milano gli ha affidato un corso di "Verità e teoria della corrispondenza", la sua ricerca si è spostata su tematiche sempre più teoriche, collegate alla filosofia analitica, alla metafisica e all'ontologia analitica. Nel 2006 organizza e cura il progetto Topics on general and formal ontology, che si è concretizzato nell'omonimo volume. Diviene quindi professore aggregato di Storia della metafisica contemporanea all'Università degli Studi di Milano, di Filosofia teoretica al Politecnico con corsi dedicati all'ontologia formale e, nel 2010-2011, di Filosofia degli oggetti sociali (ontologia sociale) all'Università commerciale Luigi Bocconi di Milano.
Nel 2010 ha fondato con Massimo Rizzardini e Federico Gobbo il giornale multilingue InKoj. Interlingvistikaj Kajeroj, rivista di "studio e discussione accademica sulle tematiche dei linguaggi artificiali" ad accesso libero, di cui è direttore. È stato membro del gruppo di ricerca internazionale EUROCORES (European Collaborative Research) finanziato dall'European Science Foundation e dal 2010 è il responsabile del progetto “Classical Paradigms and Theoretical Foundations in Contemporary Research on Formal and Material Ontology” per il programma EuroScholars USA (European Undergraduates Research Opportunities). Nel 2011 lavora negli Stati Uniti, presso il Dipartimento di Filosofia dell'Università di New York, su un suo progetto di ricerca di ontologia formale per il quale ha vinto una sponsorizzazione Fulbright nella categoria Fulbright Visiting Scholar. Collabora con la Rivista di storia della filosofia, è nel comitato scientifico delle riviste Materiali di estetica, Rivista Italiana di Filosofia Analitica Junior e Multilinguismo e società ed è direttore delle collane di filosofia "Biblioteca di Problemata" (editore LED di Milano) e "Ratio. Studi e testi di filosofia contemporanea" (editore Polimetrica di Monza).

## Pubblicazioni principali

### Monografie
- Trascendentale e idea di ragione. Studio sulla fenomenologia banfiana, Firenze, La Nuova Italia, 1999. ISBN 88-221-3282-3.
- Rappresentazione, riferimento e realtà. Studio su Hilary Putnam, Torino, Thélème, 2001. ISBN 88-87419-36-1.[2]
- L'inventario del mondo. Guida allo studio dell'ontologia, Torino, Utet, 2008. ISBN 978-88-6008-214-5.[3]
- La sentenza di Isacco. Come dire la verità senza essere realisti, Milano-Udine, Mimesis, 2012. ISBN 978-88-575-1231-0.
- Fundamentals of Ontological Commitment, Berlin, de Gruyter, 2016. ISBN 978-3-11-045845-9.

### Curatele
- Antonio Banfi, Platone. Lezioni 1937-38 (a cura di Paolo Valore), Milano, Unicopli, 2000. ISBN 88-400-0623-0.[4]
- Paolo Valore (a cura di), Forma dat esse rei. Studi su razionalità e ontologia, Milano, Led, 2003. ISBN 88-7916-215-2.[5]
- Paolo Valore (a cura di), Ars experientiam recte intelligendi. Saggi filosofici, Monza, Polimetrica, 2004. ISBN 88-7699-009-7.
- Willard Van Orman Quine, Da un punto di vista logico. Saggi logico-filosofici (edizione italiana di From a logical point of view a cura di Paolo Valore, con presentazione di Giulio Giorello e Renato Pettoello), Milano, Raffaello Cortina, 2004. ISBN 88-7078-885-7.[6]
- Paolo Valore (a cura di), Topics on General and Formal Ontology, Monza, Polimetrica, 2006. ISBN 978-88-7699-028-1 (ISBN 978-88-7699-029-8 come eBook).
- Paolo Valore (a cura di), Materiali per lo studio dei linguaggi artificiali nel Novecento, Milano, Cuem, 2006. ISBN 978-88-6001-092-6.[7]
- Simona Chiodo e Paolo Valore (a cura di), Questioni di metafisica contemporanea, Milano, Il Castoro, 2007. ISBN 978-88-8033-394-4.
- Renato Pettoello e Paolo Valore (a cura di), Willard Van Orman Quine, Milano, Franco Angeli, 2009. ISBN 978-88-568-0720-2.  Pubblicato contemporaneamente anche come numero monografico della Rivista di storia della filosofia, n. 1, 2009, per il centenario della nascita di Quine.[8]
- Paolo Valore e Federico Gobbo (a cura di), Artificial Languages. Themes in linguistics and philosophy, Monaco di Baviera, Grin Verlag, 2010. ISBN 978-3-640-64607-4 (ISBN 978-3-640-64599-2 come eBook). Pubblicato anche, con il titolo Interlinguistica e filosofia dei linguaggi artificiali, come numero monografico per la prima uscita del giornale accademico multilingue InKoj. Interlingvistikaj Kajeroj.[9]
- Paolo Valore (a cura di), Multilingualism. Language, Power, and Knowledge, Pisa, Edistudio, 2011. ISBN 978-88-7036-809-3.

### Dispense universitarie
- La categoria di sostanza in Aristotele, Milano, Cuem, 1999. ISBN 88-6001-658-4.
- Introduzione al dibattito contemporaneo sulla distinzione tra analitico e sintetico, Milano. Cuem, 2000. ISBN 88-6001-692-4.
- Questioni di ontologia quineana, Milano, Cusl, 2001. ISBN 88-8132-227-7.
- La struttura logico-analitica dell'ontologia herbartiana, Milano, Cusl, 2002. ISBN 88-8132-531-4. Nuova edizione corretta e aggiornata: 2008, ISBN 978-88-8132-555-9.
- Laboratorio di ontologia analitica, Milano, Cusl, 2003. ISBN 88-8132-266-8.
- Verità e teoria della corrispondenza, Milano, Cusl, 2004. ISBN 88-8132-345-1.
- Philosophy of Social Objects, Milano, Bocconi, 2011.[10]

### Bibliografie ragionate
- Ontologia, Milano, Unicopli, 2004. ISBN 88-400-0986-8.
- Verità, Milano, Unicopli, 2005. ISBN 88-400-0937-X.

### Saggi e articoli
- "How to Consider the Twin Earth Experiment", in Acme, 57 (2004), pp. 307-311.
- "Idealizzazione della verità e coerentismo. Due perplessità sul realismo della 'seconda ingenuità'", in Iride. Filosofia e discussione pubblica, 41 (2004), pp. 220-226.
- "La 'posizione' esistenziale e il giudizio ipotetico nell'ontologia herbartiana: il caso degli oggetti inesistenti", in S. Poggi (a cura di), Natura umana e individualità psichica. Scienza, filosofia e religione in Italia e Germania tra Ottocento e Novecento, Milano, Unicopli, 2004, pp. 99-138. ISBN 978-88-400-0922-3
- "Sull'idea di una logica trascendentale", in Chora. Laboratorio di attualità, scrittura e cultura filosofica, n. 10, anno 4 (2005), pp. 18-20.
- "Alcune note sull'attualità dell'ontologia nella filosofia contemporanea più recente", in Paolo Valore (a cura di), Forma dat esse rei..., cit., pp. 7-11.
- "L'interpretazione semantica del trascendentale e l'ontologia del mondo reale in Giulio Preti", in Paolo Valore (a cura di), Forma dat esse rei..., cit., pp. 193-208.
- "Il mestiere antico e nuovo del filosofo", in la Repubblica, 28 febbraio 2004, p. XII (sezione Milano).[11]
- "Lógica e Ontologia no confronto entre Bertrand Russell e Hugh MacColl acerca dos objectos inexistentes", in Revista Portuguesa de Filosofia, 63 (2007), pp. 415-429.
- "Fisica e geometria come modelli di lavoro per l'ontologia. Un'interpretazione del metodo delle relazioni”, in Paolo Valore (a cura di), Ars experientiam..., cit., pp. 157-169.
- "General and formal ontology", in Paolo Valore (a cura di), Topics on..., cit., pp. 11-13.
- "Some ontological remarks on The maxim of identification of indiscernibles", in Paolo Valore (a cura di), Topics on..., cit., pp. 67-76.
- Simona Chiodo e Paolo Valore, "Dall'epistolario di Giulio Preti ad Antonio Banfi", in Simona Chiodo e Gabriele Scaramuzza (a cura di), Ad Antonio Banfi cinquant'anni dopo, Milano, Unicopli, 2007, pp. 53-62. ISBN 978-88-400-1200-1.
- "Due tipi di parsimonia. Alcune considerazioni sul costruttivismo e il nominalismo ontologico", in Elio Franzini e Marcello La Matina (a cura di), Nelson Goodman, la filosofia e i linguaggi, Macerata, Quodlibet. 2008, pp. 157-168. ISBN 978-88-7462-179-8.
- "Cosa c'è che non va nell'idea di una lingua cosmica. Il caso del LINCOS di Freudenthal", in Multilingusimo e Società, 2010, pp. 67-76
- "Nothing is part of everything", in Giornale di filosofia, Ontologie/8 (2012): giornaledifilosofia.net